# Städtisches Stiftsgymnasium Xanten

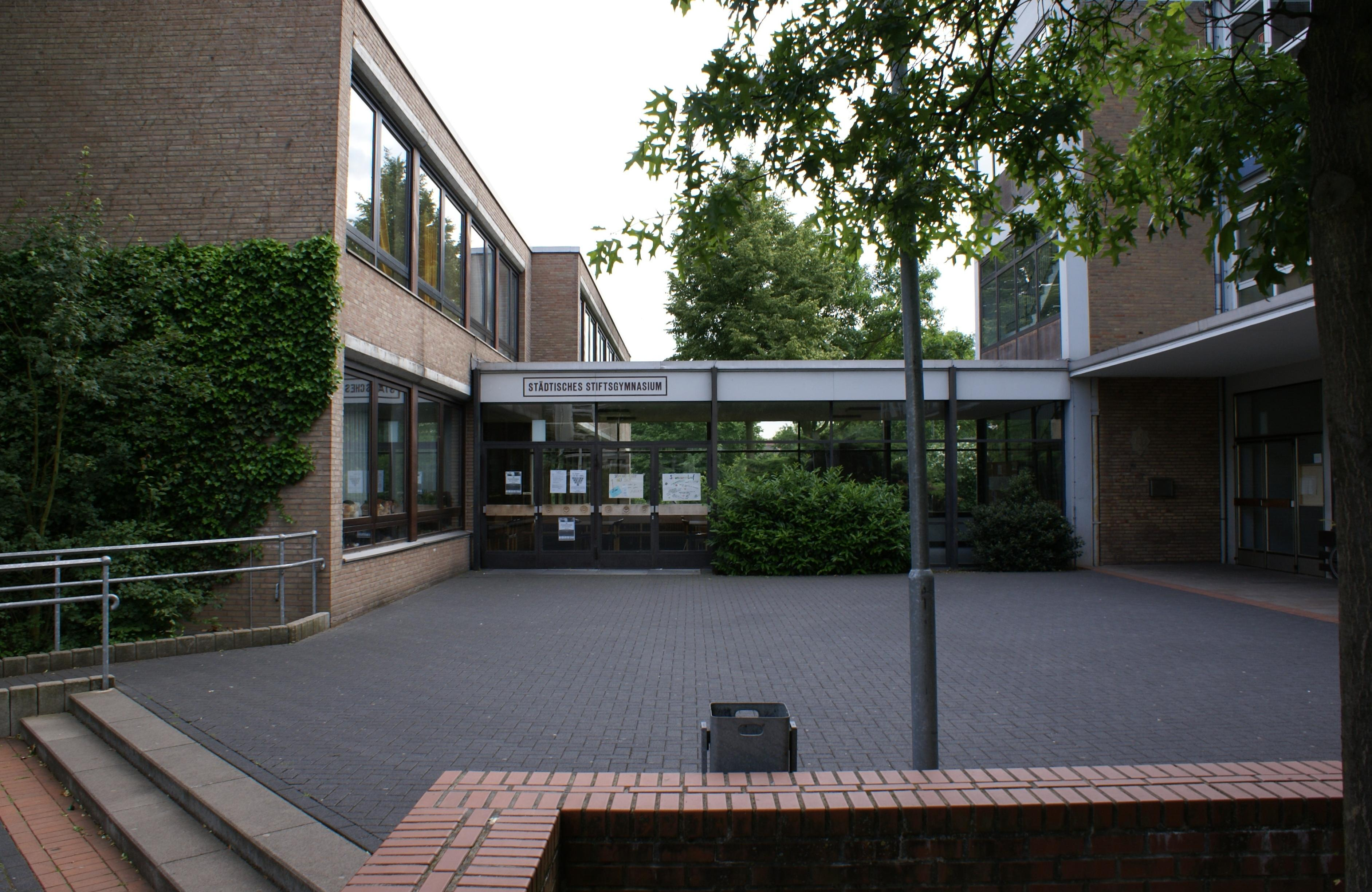
Eingang des Stiftsgymnasiums

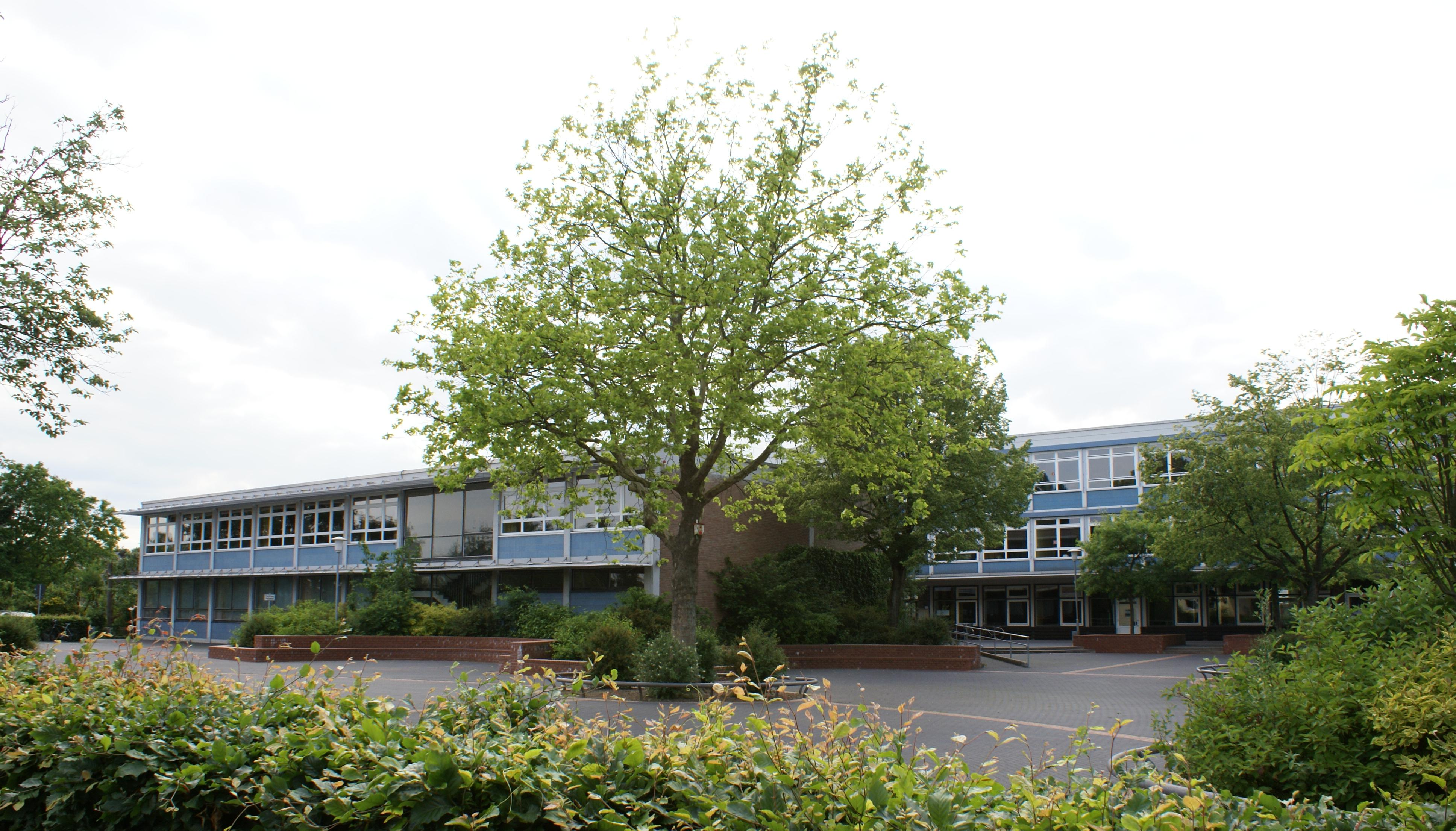
Schulhof des Stiftsgymnasiums

Das Städtische Stiftsgymnasium Xanten (kurz: SSGX) ist ein von der Stadt Xanten getragenes Gymnasium nahe dem Xantener Stadtkern. Am Stiftsgymnasium, das finanziell durch einen Förderverein unterstützt wird, waren im Schuljahr 2020/2021 834 Schüler und etwa 70 Lehrer tätig. Schulleiterin ist Corinna Dickmann.
Das SSGX ist eines von zwanzig Gymnasien in Deutschland, welches das international anerkannte CertiLingua-Zertifikat ausstellen darf. Seit dem Schuljahr 2008/2009 gehört es zu dem Kreis der Europaschulen.
In diesem Zusammenhang bietet das Stiftsgymnasium deshalb eine sogenannte „Europaklasse“ für internationale Schüler an. Das Europaprofil wird außerdem durch die Verbindung zum Europäischen Parlament gestärkt. Seit 2018 ist das Stiftsgymnasium Xanten Botschafterschule des Europäischen Parlaments.

## Geschichte
Das Stiftsgymnasium zählt wegen seiner lang zurückreichenden Geschichte zu den ältesten Schulen Deutschlands.
Der Ursprung des Stiftsgymnasiums liegt in der Gründung der Stiftsschule zu Xanten im 9. Jahrhundert zur Zeit der Karolinger. Im Spätmittelalter entwickelte sich in Xanten die Lateinschule schola latina xantinis, die 1821 durch eine Rektoratsschule abgelöst wurde. Erst in der Mitte des 20. Jahrhunderts wurde die Schule nach zahlreichen Bemühungen schließlich ein Progymnasium und im Jahr 1961 schließlich ein Vollgymnasium und bezog ein moderneres Gebäude in Xanten. Dieses wurde 1999 durch einen Naturwissenschaftstrakt erweitert.

## Europaklasse
Seit 2009 gibt es in der elften Klasse bsw. Einführungsphase eine Europaklasse. In der Klasse sind Schüler vom SSGX, aber auch Austauschschüler, die bei den Deutschen Teilnehmern wohnen. Die Austauschschüler kommen aus Europa, ein paar Ausnahmen kommen aber auch aus dem Rest der Welt. Der Unterricht erfolgt, bis auf ein paar Wahlfächer, komplett in Englisch.

## Internationale und nationale Projekte
Seit 2008 ist das Stiftsgymnasium Xanten eine Europaschule und verfügt daher über ein sogenanntes Europacurriculum.
Das Stiftsgymnasium Xanten unterhält viele Schulfreundschaften: Zu diesen gehören Partnerschaften mit dem Robert-Schumann Gymnasium in Leipzig, dem Lycée Georges Desclaude in Saintes, dem Collège Notre Dame de l'Assomption in Bavay, dem Collegium Augustinianum in Eindhoven, der IES Mediterrania in Benidorm, dem Gimnazium Nr. 4 in Naklo sowie mit zwei Schulen in Salisbury und einem russischen Gymnasium. Das SSGX nimmt am EU-Projekt Comenius teil. Außerdem hat das SSGX 2007 das europäische Qualitätslabel CertiLingua begleitend zum Abitur eingeführt, durch welches den Schülern der Zugang zu ausländischen Hochschulen und Arbeitsplätzen erleichtert werden soll. Seit 2007 wird der Gesellschaftskundeunterricht zusätzlich auch in englischer Sprache angeboten. Weltweit werden soziale Projekte von den Schülern unterstützt, so wurde zum Beispiel eine Schule in der Dominikanischen Republik in Zusammenarbeit mit den Schülern aufgebaut. Es gibt eine Bildungspartnerschaft mit dem Archäologischen Park Xanten sowie dem Regionalmuseum der Stadt. Das Stiftsgymnasium Xanten bewarb sich 2007 um den Deutschen Schulpreis unter dem Motto „Es geht auch anders …“
Am 20. Juli 2011 wurde dem Stiftsgymnasium in Xanten, der Titel Schule ohne Rassismus – Schule mit Courage verliehen. Patin ist die Popsängerin Suzie Kerstgens. Suzie Kerstgens, welche das Abitur im Stiftsgymnasium ablegte, ist seit den beginnenden Vorbereitungen im Jahr 2010 Patin des Projektes.

## Schulleben
Neben dem regulären Schulunterricht und Nachmittagsprogrammen, die weniger leistungsfähige Schüler unterstützen sollen, werden am SSGX weitere Arbeitsgemeinschaften angeboten, so zum Beispiel eine von einer Theaterpädagogin geleitete Theatergruppe für die Klassen 9 bis 13, die von einer deutschen und französischen Auswahlkommission mit der Höchstbewertung „sehr gut“ beziehungsweise „exzellent“ ausgezeichnet wurde, am Niederrhein zu einer größeren Bekanntschaft gelangt ist und regelmäßig Aufführungen gibt. Die Klassenstufen 5 bis 8 werden in einer kleineren Gruppe auf diese vorbereitet. Auch gibt es im musikalischen Bereich eine Chor-AG für die Klassen 5 bis 7 beziehungsweise 8 bis 12 sowie ein Schulorchester für die gleichen Jahrgangsstufen. Eine Tanz-AG wird ab Klasse 9 angeboten. Die Fotografie-AG befasst sich mit der Geschichte der Fotografie, ermöglicht den Schülern aber auch das eigene kreative Arbeiten. Eine Kunst-AG, Schwerpunkt Bildende Kunst, ist in Planung. Des Weiteren besteht die Möglichkeit, ein Streitschlichter- und Erste-Hilfe-Zertifikat bei dafür ausgebildeten Pädagogen zu erwerben. Auf Sprachzertifikate bereiten ebenfalls Arbeitsgemeinschaften vor. Für Schüler der neunten und zehnten Klassen wird ein Mofa-Kurs angeboten. Im Nachmittagsprogramm gibt es außerdem eine Niederländisch-Lerngruppe, eine Informatik-Lerngruppe und eine Basketball-, eine Billard- sowie eine Schach-AG (2008–2014 ruhend). Eine AG zu den Rechtswissenschaften für die 10. Klasse wird von einem extern herangezogenen Juristen geleitet.
Mehrfache Versuche, eine Schülerzeitung zu etablieren, scheiterten; allerdings wird in unregelmäßigen Abständen ein Jahrbuch herausgebracht.
Im naturwissenschaftlichen Bereich bereiten verschiedene außercurriculäre Kurse auf Forschungswettbewerbe vor; unter anderem gibt es auch eine Mathematik-AG, die sich mit spezielleren mathematischen Problemen befasst. Eine Römer-AG bietet den Schülern einen Intensivkurs zur Xantener Geschichte in Zusammenarbeit mit dem Archäologischen Park Xanten. Es gibt eine Fußball-, Handball- und eine Basketball-Schulmannschaft (Xanten Romans). Eine Tennis-Schulmannschaft ist derzeit in Planung. In der Sporthalle des SSGX findet zudem noch Handball-, Badminton-, Tischtennis- und Gymnastiktraining statt, an dem die Schüler ebenfalls teilnehmen können.

## Sprachzertifikate
Am Stiftsgymnasium werden verschiedene Vorbereitungskurse in Form von Arbeitsgemeinschaften für Examina in Englisch und Französisch angeboten. Darunter fallen die verschiedenen Preliminary English Tests (PET), FCE und CAE, sowie die französischen Zertifikate DELF und DALF. Außerdem wird das Englisch-Zertifikat BEC und das spanische Zertifikat DELE angeboten.

## Persönlichkeiten

### Schüler
- Norbert von Xanten (* 1080 oder 1085; † 1134), besuchte die alte Xantener Stiftsschule, aus der das heutige Gymnasium hervorgegangen ist
- Gottfried Hagen (1230–1299), Kölner Stadtschreiber, wurde an der Stiftsschule unterrichtet
- Johann Wilhelm von Jülich-Kleve-Berg (1562–1609), Bischof und Herzog, wurde im 16. Jahrhundert in der Stiftsschule unterrichtet
- Johannes Janssen (1829–1891), Historiker, besuchte die Xantener Rektoratsschule
- Kaspar Elm (1929–2019), Kirchenhistoriker und Professor, besuchte wie Janssen die Xantener Rektoratsschule
- Alfred Wittinghofer, Chemieprofessor, Vizepräsident der deutschen Gesellschaft für Biochemie
- Tom Fährmann (* 1956), Kameramann und Drehbuchautor
- Andreas Doms (* 1956; † 2014), Journalist und Hörfunkmoderator
- Klaus Evertz (* 1958), Künstler
- Ulrich Moennig (* 1961), Philologe
- Hubertine Underberg, Unternehmerin, Erbin des traditionsreichen Millionenunternehmens Underberg
- Christoph Brüx (* 1965), Komponist, Audio-Designer, Musikproduzent, UW-Filmer, Maler
- Jens Petersen (* 1969), Rechtswissenschaftler, jüngster Juraprofessor Deutschlands
- Anne Gesthuysen (* 1969), Fernsehmoderatorin, Autorin
- Marc-Oliver Hendriks (* 1970), Jurist und Direktor der Bayerischen Theaterakademie
- Suzie Kerstgens (* 1971), Sängerin und Texterin
- Nicola Ransom (* 1971), Schauspielerin
- Christian Brey (* 1973), Regisseur und Schauspieler
- Frauke Thielecke (* 1973), Filmregisseurin, u. a. für die ZDF-Serien Küstenwache und Stubbe
- Dorothe Ingenfeld (* 1974), Opernsängerin
- Holger Ellers (* 1976), Schachspieler, Internationaler Meister
- Sebastian Rabsahl (* 1979), Slampoet

### Lehrer
- Mathilde Gantenberg (1889–1975), Politikerin, ehemalige Bundestagsabgeordnete
- Manuela Fiedel (* 1973), Handballbundesligistin bei Borussia Dortmund, Sportlehrerin am SSGX seit 2009